# 姜桥站
姜桥站是一个水蚌铁路上的铁路车站，位于安徽省蚌埠市蚌山区燕山乡，水蚌铁路8.4千米处。车站目前为四等站，不办理客货运业务，邮政编码为233040。
水蚌铁路电气化工程计划实施蚌埠改线段，从刘府站北侧新建至蚌埠东站的线路以绕开蚌埠市区。蚌埠改线段于2020年12月22日通车后，姜桥站关闭。

## 概要
姜桥站作为水蚌铁路的新增车站于1949年5月建成投用。1956年至1982年间姜桥站到发线有效长延至460至950米，之后又增设股道一股，并增设仓库，水塔等设施。至客运业务废弃时站台与仓库相继停用，姜桥站仅作为会让站使用。
姜桥站设股道三条，一道为正线，二道为侧线供列车待避，三道较短曾为货仓装卸用途，现已废弃。尚残留车站建筑、水塔、货仓、扳道房等。车站正中为一道口，由解放路通往姜桥村，列车待避会造成此道口阻塞。